# Tue Madsen
Tue Madsen (født  1969) er en dansk musikproducer og lydtekniker, som er velkendt i metal-genren for hans arbejde med bands som The Haunted, Mnemic, Hatesphere, Ektomorf, Cataract, Exmortem, og Born from Pain. Hans første album som producer var Embraced by the Absolute af Autumn Leaves i 1997. Madsen har sit eget studie kaldet Antfarm Studios.
Han spillede guitar for det danske metal band Grope efter at have forladt sit oprindelige band Pixie Killers.
Han har vundet prisen for "Bedste produktion" to gange til Danish Metal Awards; første gang i 2005 for Hatespheres album The Sickness Within og anden gang i 2006 for Raunchys Death Pop Romance.